# Міжнародна астрономічна олімпіада
Міжнародна астрономічна олімпіада, МАО (англ. International Astronomy Olympiad, IAO) — міжнародний щорічний астрономічний науково-освітній захід для учнів старших класів (віком 14–18 років), який включає інтелектуальне змагання між цими учнями. Це одна з міжнародних олімпіад школярів. Олімпіада була заснована 1996 року Євразійським астрономічним товариством.

## Задачі
Змагальна частина МАО складається з трьох турів: теоретичного, спостережного та практичного. Теоретичний тур включає розв'язання задач з різних галузей астрономії, астрофізики, фізики планет. Спостережний тур передбачає розпізнавання зір, сузір'їв, оцінку зоряної величини та кутової відстані, роботу з телескопами чи іншою спостережною технікою. Практичний тур складається з задач, що потребують аналізу спостережних даних.
Стиль задач МАО спрямований на розвиток уяви, творчості та самостійного мислення. Задачі не є тестами на знання формальних фактів, і всі основні дані та формальні факти надаються студентам в умовах задач. При оцінюванні розв'язків учасників першочерговими є шляхи розв'язування, тоді як правильна формально остаточна відповідь (формула чи числове значення) не відіграє визначальну роль в оцінюванні. Задачі складені так, щоб дати учасникам можливість проявити креативніст та аналітичні здібності, а не просто виконати стандартні процедури за жорсткими правилами. Журі не вимагає від учасників дотримуватись того способу розв'язання, який записав автор або укладач задачі.

## Учасники
Учнів для IAO відбирають під час національних олімпіад і відбірково-тренувальних зборів в країнах-учасницях.
Традиційно в IAO беруть участь збірні Вірменії, Бразилії, Болгарії, Китаю, Естонії, Індії, Індонезії, Італії, Кореї, Литви, Москви, Румунії, Росії, Швеції, Сербії та Таїланду. Бангладеш, Крим, Іран, Киргизстан, Україна та Білорусь беруть участь нерегулярно. Останнім часом до конкурсу приєдналися Хорватія, Чехія, Тайвань, Казахстан, США, Японія.

## Список олімпіад
| №           | Рік  | Дати       | Місто               | Країна         | Країни- учасники | Країни- спостерігачі |
| ----------- | ---- | ---------- | ------------------- | -------------- | ---------------- | -------------------- |
| I           | 1996 | 1–9.11     | Нижній Архиз        | Росія          | 4                | 1                    |
| II          | 1997 | 21–28.10   | Нижній Архиз        | Росія          | 4                | -                    |
| III         | 1998 | 20–27.10   | Нижній Архиз        | Росія          | 5                | 1                    |
| IV          | 1999 | 25.9–2.10  | Научний             | Україна        | 7                | 2                    |
| V           | 2000 | 20–27.10   | Нижній Архиз        | Росія          | 8                | -                    |
| VI          | 2001 | 26.9–3.10  | Научний             | Україна        | 7                | 2                    |
| VII         | 2002 | 22–29.10   | Нижній Архиз        | Росія          | 11               | -                    |
| VIII        | 2003 | 2–8.10     | Стокгольм           | Швеція         | 13               | 2                    |
| IX          | 2004 | 1–9.10     | Сімеїз              | Україна        | 18               | -                    |
| X           | 2005 | 25.10–2.11 | Пекін               | КНР            | 15               | 2                    |
| XI          | 2006 | 10–19.11   | Мумбаї              | Індія          | 16               | 3                    |
| XII         | 2007 | 29.9–7.10  | Сімеїз              | Україна        | 23               | 1                    |
| XIII        | 2008 | 13–21.10   | Трієст              | Італія         | 19               | 1                    |
| XIV         | 2009 | 8–16.11    | Ханчжоу             | КНР            | 17               | 1                    |
| XV          | 2010 | 16–24.10   | Судак               | Україна        | 19               | -                    |
| XVI         | 2011 | 22–30.9    | Алмати              | Казахстан      | 19               | 2                    |
| XVII        | 2012 | 16–24.10   | Кванджу             | Південна Корея | 20               | 2                    |
| XVIII       | 2013 | 6–14.9     | Вільнюс             | Литва          | 20               | -                    |
| XIX         | 2014 | 12–21.10   | Бішкек — Чолпон-Ата | Киргизстан     | 17               | -                    |
| XX          | 2015 | 15–23.10   | Казань              | Росія          | 13               | -                    |
| XXI         | 2016 | 5–13.10    | Смолян — Пампорово  | Болгарія       | 16               | -                    |
| XXII        | 2017 | 27.10–4.11 | Вейхай              | КНР            | 14               | 1                    |
| XXIII       | 2018 | 6–14.10    | Коломбо             | Шрі-Ланка      | 19               | -                    |
| XXIV        | 2019 | 19–27.10   | П'ятра-Нямц         | Румунія        | 20               | -                    |
| XXV (IRAO)  | 2021 | 5–13.11    | Мілан (онлайн)      | Італія         | 15               | -                    |
| XXVI (IRAO) | 2022 | 15–24.10   | Матера (онлайн)     | Італія         |                  |                      |